# Pedro I el Cruel (serie de televisión)
Pedro I el Cruel es una serie de televisión dirigida por Francisco Abad y con guion de Graciela Sáenz de Heredia, sobre la vida de Pedro I de Castilla. Fue emitida por TVE-1 en enero de 1989.

## Sinopsis
La serie cuenta los años de reinado de Pedro I tras suceder en el trono a su padre Alfonso XI: sus medidas de gobierno, la relación con sus hermanastros y su vida amorosa. Enrique de Trastámara, su hermano bastardo, es el contrapunto a la figura de Pedro I, como una presencia aciaga que acompañará el reinado del monarca hasta su muerte a manos del propio Enrique.

## Reparto principal
- Ramon Madaula como Pedro I el Cruel
- Marisa de Leza como María de Portugal, reina madre de Castilla
- Juan Luis Galiardo como Juan Alfonso de Alburquerque
- José Luis Pellicena como Samuel ha Leví
- Fernando Guillén como el rey Pedro IV de Aragón
- Jaime Blanch como Gutierre Fernández de Toledo
- Fernando Cebrián como Juan Fernández de Hinestrosa
- Lluís Homar como Eduardo de Woodstock, príncipe de Gales
- Pepe Sancho como Fernán Ruiz de Castro
- Jesús Ruyman como Enrique de Trastámara
- Juan Ribó	como Diego García de Padilla
- Paloma Pagés como Reina madre de Aragón
- Mario Pardo como Martín López de Córdoba
- Ricardo Lucía	como Bernat
- Eufemia Román	como María de Padilla
- Nuria Carresi	como Leonor de Guzmán
- Marcelo García Flores como el infante Fernando de Aragón
- Antonio Dechent como Tello de Castilla
- Iván Losada como el infante Juan de Aragón
- Conrado San Martín como Conde Luna
- Raúl Fraire como Juan Diente
- Tony Fuentes como Fadrique Alfonso de Castilla
- Carmen Conesa como Blanca de Borbón
- José Lifante
- Manuel Torremocha	como Bertrand du Guesclin
- Fernando Marín como Vasco Fernández de Toledo, arzobispo de Toledo
- Manuel Sierra como Juan de Gante, duque de Lancaster
- Francisco Vidal como el rey Juan II de Francia
- Manuel Brieva	como Men Rodríguez de Sanabria
- Azucena Samaniego como Juana Manuel de Villena
- Avelino Cánovas como Pedro López de Ayala
- Luis Bar Boo
- Arturo López